# Християндемократическа народна партия на Швейцария
Християндемократическата народна партия на Швейцария (на немски: Christlichdemokratische Volkspartei der Schweiz), наричана също Християндемократическа партия (на френски: Parti démocrate-chrétien; на романшки: Partida Cristiandemocratica) и Народна демократическа партия (на италиански: Partito Popolare Democratico), е центристка християндемократическа политическа партия в Швейцария.
Тя е основана през 1912 г. и има най-голям успех в средата на 20 век. От 1980-те години губи влиянието си за сметка на Швейцарската народна партия.
Традиционно Християндемократическата партия на Швейцария има най-голямо влияние в католическите кантони.
На федералните избори през 2007 г. Християндемократическата партия на Швейцария получава 14,5% от гласовете, 31 места в Националния съвет и 15 места в Съвета на щатите, през 2011 г. – 12,3% от гласовете и 28 места в Националния съвет, а през 2015 г. – 11,6% от гласовете и 27 депутатски места.